# 검은과부거미
검은과부거미(학명: Latrodectus mactans 라트로덱투스 막탄스[*])는 거미목 꼬마거미과 과부거미속의 독거미이다. 몸 길이는 성숙한 암컷은 8-13mm, 수컷은 3-6mm이다. 암컷은 검은색 몸통에 붉은색 모래시계 무늬가 있다. 또한 몸통은 동그랗고 굵으며 지름이 대략 12.5mm이다. 미국 남부에 분포한다. 강한 독을 가지고 있어 주의를 필요로 하는 거미이다. 블랙 위도라는 별명은 짝짓기 후에 암컷이 수컷을 잡아먹는 이 거미의 특성을 본따서 붙여졌다.